# لوئیجی دلا روکا
لوئیجی دلا روکا (انگلیسی: Luigi Della Rocca؛ زادهٔ ۲ سپتامبر ۱۹۸۴) بازیکن فوتبال اهل ایتالیا است.
از باشگاه‌هایی که در آن بازی کرده‌است می‌توان به باشگاه فوتبال کارپی، باشگاه فوتبال لچه، باشگاه فوتبال کرمونزه، باشگاه فوتبال بولونیا، باشگاه فوتبال کاتانیا، باشگاه فوتبال تریستیانا، باشگاه فوتبال پیزا، باشگاه فوتبال آتالانتا، و باشگاه فوتبال نووارا اشاره کرد.
وی همچنین در تیم‌های ملی فوتبال زیر ۱۷ سال ایتالیا، زیر ۱۸ سال ایتالیا، زیر ۱۹ سال ایتالیا، و زیر ۲۰ سال ایتالیا بازی کرده‌است.